# Yossi Wein
Yossi Joseph Wein (ur. 1947; zm. 30 stycznia 2015) – polsko-izraelski operator filmowy i reżyser.

## Biografia
Szkołę średnią ukończył w Warszawie. W Polsce odbył służbę wojskową. W 1968 roku po antysemickiej nagonce, będącej następstwem wydarzeń marcowych wyemigrował do Izraela. Tam w latach 1969-72 studiował historię i filozofię na Uniwersytecie Hebrajskim w Jerozolimie. Służbę wojskową odbył w dywizji pancernej (Wzgórza Golan, Liban). W latach 1972–2000 pracował jako operator filmowy. Od lat 90. XX w. zajmował się reżyserią. Yossi Wein znany jest ze swojego wkładu w filmy klasy B. Reżyserował głównie komercyjne filmy akcji.  Mieszkał i pracował w Izraelu i w Stanach Zjednoczonych. Brat Violi Wein.

## Operator
- 1981: In Search of Ladino (dokument)
- 1981: Wadi (dokument)
- 1982: Nagu'a
- 1984: Green
- 1984: Kasach
- 1984: Hayal Halayla
- 1985: Koko Ben 19
- 1986: Chozeh Ahavah
- 1986: K'fafot
- 1986: Bar 51
- 1988: Shattered Dreams: Picking Up the Pieces (dokument)
- 1989: The Masque of the Red Death
- 1989: Nipagesh Basafari
- 1989: Zagłada domu Usherów (The House of Usher)
- 1990: Maska szkarłatnej śmierci (Masque of the Red Death)
- 1990: Amerykański ninja 4: Unicestwienie (American Ninja 4: The Annihilation)
- 1991: Marine Fighter
- 1991: Ludzka tarcza (The Human Shield)
- 1992: Zabójczy ninja (Lethal Ninja)
- 1992: Wadi 1981-1991
- 1993: Policyjny cyborg (Cyborg Cop)
- 1993: Brain Fix (wideo)
- 1993: Point of Impact
- 1993: Spanish Rose
- 1994: Anioł śmierci
- 1994: Policyjny cyborg II (Cyborg Cop II)
- 1994: Swobodny lot (Freefall)
- 1994: Anioł śmierci (Blood of the Innocent)
- 1994: Cyborg Cop II
- 1996: Niebezpieczna strefa (Danger Zone)
- 1997: Operacja Delta Force (Operation Delta Force: Great Soldiers)
- 1998: Saper (Sweepers)
- 1999: Bridge of Dragons (Zły generał)
- 1999: Traitor's Heart
- 1999: Bridge of Dragons
- 1999: Mroczne żniwa (Cold Harvest, wideo)
- 2000: Bestie z morza powracają (Shark Attack 2, wideo)
- 2001: Wadi Grand Canyon 2001 (dokument)
- 2007: Melech Shel Kabzanim
- 2009: Ventzki. Dzieci sprawców, dzieci ofiar

## Reżyser
- 1992: Ninja Fighter
- 1992: Lethal Ninja
- 1994: Never Say Die
- 1995: Cyborg Cop III
- 1997: Merchant of Death
- 1997: Operation Delta Force 2: Mayday
- 2000: U.S. Seals
- 2000: Operation Delta Force 5: Random Fire
- 2001: Ośmiornica 2 (Octopus 2: River of Fear)
- 2001: Zakładnicy
- 2003: Con Rail
- 2003: Disaster
- 2003: Death Train (wideo)

## Nagrody
Laureat izraelskiego Oscara za zdjęcia do filmów w reż. Amosa Gutmana: Bar 51 w 1993 r.  i Nagua w 1989 r.